# パイナップルチキン
パイナップルチキン（フィリピン語：Pininyahang manok） は、フィリピンの郷土料理である。鶏肉を、牛乳またはココナッツミルクをベースにしたソースで、パイナップル、ジャガイモ、ニンジン、ピーマンと共に煮込んで作る。牛乳の代わりに、フォンと呼ばれる出汁が使われるレシピもある。スペイン系フィリピン人による、パイナップル繊維産業の中心地であったルソン島東部が発祥である。

## 説明
パイナップルチキンのレシピは、まず最初にチキンをマリネする工程から始まる（この工程を割愛するレシピもある）。その後、温めたフライパンにガーリックオイルをひき、玉ねぎを飴色になるまで炒める。無糖練乳、またはコンデンスミルクを加え、大きめに切ったパイナップル、角切りにしたニンジン、ジャガイモ、ピーマンを入れ、牛乳(ココナッツミルクまたは生クリームを使うレシピもある）またはフォンで煮る。食塩、砂糖、ブラックペッパー、魚醤で味を整えたら、弱火で野菜に火が通るまで煮る。
乳製品を使用しているため、傷みやすい点に注意が必要である。そのため一般的には、乳製品を使わずフォンのみで仕上げることもあり、この場合はとろみ付けにコーンスターチを加える。
ウインナーソーセージ、チーズ、卵、角切りにしたトマトなどを加えるレシピもあり、この場合は、白米と一緒に食べたり、付け合わせに春玉ねぎ、時にはカシューナッツを用いる。

## 類似した料理
パイナップルチキンは、チキン・アフリターダにパイナップルを加えた様な料理であるが、両者の決定的違いは、後者はトマトソースを使っていることである。そのほかにも類似した料理はあるが、パイナップルチキンだけの際立った特徴は乳製品を用いていることである。

## 参考ページ
- カレカレ：牛肉のシチューに似たフィリピン料理